# Mercat cross
Et mercat cross er det skotske ord for markedskors, der findes i mange skotske byer og landsbyer, hvor der historisk har været givet tilladelse til at holde marked af monark€n, en biskop eller en baron. De tjente derfor et sekulært formål som symbol på den autoritet, og var indikation på en burgh relative velstand.
Historisk er begrebet dateret til perioden før 1707, hvor Kongeriget Skotland var en uafhængig stat, men den er også blevet brugt løst om strukturer bygget i den traditionelle arkitekturstil som disse kors eller om monumenter som har opfyldt funktionen med at markere en bosættelses fokuspunkt. Historiske dokumenter omtaler dem ofte blot som "korset" i den by eller landsby der nævnes. I dag findes der omkring 126 kendte eksempler på mercat cross i Skotland, men antallet er højere, hvis man medtager senere imitationer.

## Steder med mercat cross
- Aberdeen
- Aberlady
- Abernethy
- Airth
- Alloa
- Alyth
- Anstruther
- Banff
- Beauly
- Biggar
- Brechin
- Burntisland
- Callander
- Campbeltown
- Canongate
- Carnwath
- Clackmannan
- Cockburnspath
- Coldingham
- Crail
- Crieff
- Cullen
- Culross
- Cumnock
- Cupar
- Dingwall
- Dornoch
- Doune
- Duffus
- Dumfries
- Dunbar
- Dundee
- Dunfermline
- Dunkeld
- Duns
- Edinburgh
- Elgin
- Errol
- Falkirk
- Fettercairn
- Forres
- Fortrose
- Fraserburgh
- Galashiels
- Gifford
- Glamis
- Glasgow
- Haddington
- Houston
- Inveraray
- Inverbervie
- Inverkeithing
- Inverness
- Irvine
- Jedburgh
- Kilmarnock
- Kilmaurs
- Kilwinning
- Kincardine
- Kinross
- Kinrossie
- Kirkcudbright
- Kirkwall
- Langholm
- Lerwick
- Leven
- Linlithgow
- Lochmaben
- Longforgan
- Lossiemouth
- Luss
- Macduff
- Maybole
- Meikleour
- Melrose
- Moniaive
- Montrose
- Musselburgh
- Nairn
- Newton Stewart
- North Berwick
- Oban
- Oldhamstock
- Old Aberdeen
- Old Rayne
- Old Scone
- Ormiston
- Peebles
- Perth
- Pittenweem
- Portree
- Prestonpans
- Prestwick
- Renfrew
- Rutherglen
- St Andrews
- Sanquhar
- Scone
- Selkirk
- Stirling
- Stonehaven
- Swinton
- Tain
- Thornhill
- Turriff
- Whithorn
- Wick
- Wigtown